# Grand Prix automobile de France 1949
Le Grand Prix automobile de France 1949 est un Grand Prix qui s'est tenu sur le circuit de Reims-Gueux le 17 juillet 1949.

## Classement de la course
| Pos. | no | Pilote                  | Écurie                        | Châssis          | Tours | Temps/Abandon     | Grille |
| ---- | -- | ----------------------- | ----------------------------- | ---------------- | ----- | ----------------- | ------ |
| 1    | 6  | Louis Chiron            | SFACS Écurie France           | Talbot-Lago T26C | 64    | 3 h 6 min 33 s 7  |        |
| 2    | 30 | Prince Bira             | Scuderia Enrico Platé         | Maserati 4CLT-48 | 64    | + 17 s 6          |        |
| 3    | 24 | Peter Whitehead         | Privé                         | Ferrari 125      | 64    | + 48 s 5          |        |
| 4    | 10 | Louis Rosier            | Privé                         | Talbot-Lago T26C | 64    | + 56 s 7          | 3      |
| 5    | 2  | Raymond Sommer          | Privé                         | Talbot-Lago T26C | 61    | + 3 tours         |        |
| 6    | 16 | Eugène Chaboud          | Écurie Lutetia                | Delahaye 135     | 58    | + 6 tours         |        |
| Nc.  | 14 | Georges Grignard        | Privé                         | Talbot-Lago T26C | 48    | Non classé        |        |
| Abd. | 12 | Pierre Levegh           | P. Bouillin                   | Talbot-Lago T26C | 39    | Mécanique         |        |
| Abd. | 36 | Benedicto Campos        | Squadra Argentina             | Maserati 4CLT-48 | 32    | Valve             |        |
| Abd. | 8  | Yves Giraud-Cabantous   | Privé                         | Talbot-Lago T26C | 30    | Moteur            |        |
| Abd. | 4  | Philippe Étancelin      | Privé                         | Talbot-Lago T26C | 26    | Moteur            |        |
| Abd. | 34 | Juan Manuel Fangio      | Squadra Argentina             | Maserati 4CLT-48 | 24    | Accélérateur      | 2      |
| Abd. | 38 | Reg Parnell             | Scuderia Ambrosiana           | Maserati 4CLT-48 | 21    | Moteur            |        |
| Abd. | 18 | George Abecassis        | HW Motors                     | Alta GP          | 17    | Boîte de vitesses |        |
| Abd. | 40 | David Murray            | Privé                         | Maserati 4CL     | 13    | Moteur            |        |
| Abd. | 28 | Giuseppe Farina         | Automobiles Talbot-Darracq SA | Maserati 4CLT-48 | 11    | Boîte de vitesses |        |
| Abd. | 20 | Luigi Villoresi         | Scuderia Ferrari              | Ferrari 125      | 4     | Freins            | 1      |
| Np.  | 22 | Alberto Ascari          | Scuderia Ferrari              | Ferrari 125      |       |                   |        |
| Np.  | 26 | Luigi Fagioli           | Luigi Platé                   | Talbot-Lago 700  |       |                   |        |
| Np.  | 32 | Emmanuel de Graffenried | Scuderia Enrico Platé         | Maserati 4CLT-48 |       |                   |        |

- Légende: Abd.=Abandon - Np.=Non partant - Nc.=Non classé.

## Pole position et record du tour
- Pole position :  Luigi Villoresi (Ferrari) en 2 min 42 s 0.
- Record du tour :  Peter Whitehead (Ferrari) en 2 min 46 s 2.